# Og så er der bal bagefter
Og så er der bal bagefter er en dansk film fra 1970 med manuskript og instruktion af Edward Fleming.

## Medvirkende
- Mime Fønss
- Birgitte Federspiel
- Else Højgaard
- Hanne Borchsenius
- Henrik Wiehe
- Christian Arhoff
- Ejner Federspiel
- Benny Hansen
- Erling Schroeder
- Peer Guldbrandsen
- Holger Perfort
- Karl Stegger
- Tom Bogs